# Zalophotrema hepaticum
Zalophotrema hepaticum är en plattmaskart. Zalophotrema hepaticum ingår i släktet Zalophotrema och familjen Campulidae. Inga underarter finns listade i Catalogue of Life.